# Gefecht an der Noordhinder Bank
Helgoland (1914) – 22. September 1914 – Texel – Yarmouth – Scarborough, Hartlepool und Whitby – Cuxhaven – Doggerbank (1915) – Noordhinder Bank – Doggerbank (1916) – 29. Februar 1916 – Yarmouth und Lowestoft – Skagerrak – 19. August 1916 – Kanal (1916) – Kanal (1917) – Shetland-Inseln – Helgoland (1917) – Bergen – Seebrügge und Ostende – Tondern
Im Seegefecht bei der Nordhinder Bank in der Nordsee während des Ersten Weltkriegs am 1. Mai 1915 trafen zwei Torpedoboote der Torpedobootflottille Flandern der Kaiserlichen Marine auf vier Kriegsfischkutter der Royal Navy, die von vier Zerstörern unterstützt wurden.
Der Ausgang des Gefechts hatte demoralisierende Wirkung, da die beiden verlorenen Boote auf deutscher Seite zwar neu waren, jedoch unterbewaffnet und langsam. Dadurch wurde das Große Hauptquartier auf den Ausrüstungsmangel des Marinekorps Flandern aufmerksam; es war eindeutig nicht in der Lage, die Küste Belgiens zu schützen oder gar Angriffe auf die britische Schifffahrt im Ärmelkanal zu führen.

## Ausgangslage

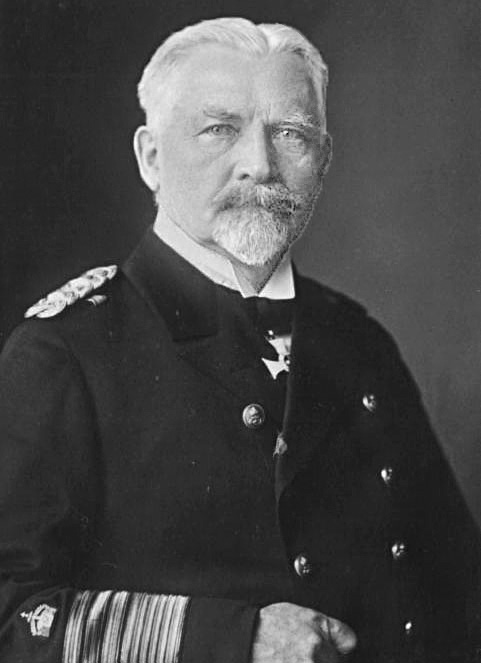
Admiral Ludwig von Schröder

Nachdem die 7. Torpedoboot-Halbflottille in der Schlacht vor Texel verloren gegangen war, zögerten die deutschen Marinebehörden, weitere Kräfte für Offensivoperationen vor der Küste Flanderns einzusetzen. Trotzdem übte der Kommandierende Admiral des Marinekorps Flandern, Admiral Ludwig von Schröder, Druck auf die deutsche Marineführung aus, ihm eine Anzahl von U-Booten und Torpedobooten zu unterstellen. Er erhielt kurzfristig nach einigen Monaten neu gebaute aber nur schwach bewaffnete und verhältnismäßig langsame Torpedoboote und U-Boote, die in Bezug auf Schlagkraft und Einsatzdauer jedoch unzureichend waren. Trotzdem setzte Admiral von Schröder seine neuen Einheiten sofort nach Ankunft ein. Er bildete aus den T-Booten die Torpedoboots-Flottille Flandern, die aus 15 Torpedobooten der A-I-Klasse unter dem Kommando von Korvettenkapitän Hermann Schoemann bestand.
Am 1. Mai 1915 meldeten zwei deutsche Wasserflugzeuge eine Gruppe von vier britischen Kriegsfischkuttern vor der Noordhinder Bank, 90 sm westlich von Hoek van Holland. Eines der Wasserflugzeuge musste notlanden und Schoemann wurde beauftragt, mit den Booten A2 und A6 die Besatzung des Wasserflugzeugs zu retten und die Trawler zu zerstören. A2 und A6 schlossen um 15:00 Uhr vor der Noordhinder Bank zu den Kriegsfischkuttern auf. Die Trawler Columbia, Barbados, Chirsit und Miura standen unter dem Kommando von Lieutenant Sir James Domville auf Barbados. Bewaffnet mit je einem QF 3-pounder Nordenfelt-Geschütz (47-mm) waren die Kriegsfischkutter den deutschen Torpedobooten unterlegen, die beide mit zwei Torpedorohren sowie einer nur unwesentlich stärkeren 5 cm SK L/40 bewaffnet waren.

## Gefecht
Sobald die Kriegsfischkutter von Schoemanns Booten gesichtet worden waren, wurden sie angegriffen. Anstatt zu fliehen, versuchte Domville, sich den Weg freizukämpfen. A2 und A6 fuhren Torpedoangriffe auf die Trawler, aber von den vier abgefeuerten Torpedos traf nur einer sein Ziel und versenkte die Columbia. Barbados rammte A6 und beschädigte das Boot so stark, dass Schoemann entschied, sich aus dem Gefecht zurückzuziehen.
Die Kriegsfischkutter hatten die Harwich Force alarmiert und eine Gruppe von vier Zerstörern der Laforey-Klasse wurde entsandt, um die Trawler zu retten. HMS Laforey, Lawford, Leonidas und Lark liefen aus und schafften es, die deutschen Boote rasch in Reichweite zu bringen. Der Vorteil an Bewaffnung, Feuerkraft und Geschwindigkeit lag nun bei den britischen Einheiten. Der Versuch Schoemanns, sich in die Sicherheit der flandrischen Küste zu begeben, schlug fehl. Das Gefecht dauerte fast eine Stunde. Am Ende wurden beide Torpedoboote von den Briten versenkt.

## Folgen
Die Briten verloren die Columbia, und die Barbados war beschädigt. Auf der Columbia wurden 16 Mann getötet; nur ein Seemann konnte nach der Aktion geborgen werden.
Die Deutschen verloren mit A2 und A6 zusammen 60 Mann Besatzung, darunter 14 Gefallene (einschließlich Korvettenkapitän Schoemann) und 46 Gerettete, die in Kriegsgefangenschaft kamen.
Die Schlacht zeigte Admiral von Schröder die gravierenden Mängel der Torpedoboote der A-Klasse; sie waren für offensive Vorstöße zu schlecht bewaffnet und zu langsam. Die Boote wurden daraufhin nur noch zu Küstenpatrouillen eingesetzt. Die Niederlage bei Noordhinder führte dazu, dass Schroeder seine Forderungen nach Verstärkung bei der deutschen Admiralität durchsetzen konnte.